# Dorothy Mackaill
Dorothy Mackaill (Kingston upon Hull, 4 marzo 1903 – Honolulu, 12 agosto 1990) è stata un'attrice e ballerina inglese naturalizzata statunitense.
A Broadway, fu una delle stelle delle riviste di Florenz Ziegfeld.

## Biografia
Dorothy Mackaill nacque a Kingston upon Hull, in Inghilterra. Nel 1914, i suoi genitori si separarono e lei, undicenne, rimase a vivere con il padre. Frequentò la Thoresby Primary School ma ben presto, ancora adolescente, si recò a Londra per cercare di sfondare nel mondo dello spettacolo. Mentre si trovava a Parigi, un coreografo di Broadway la convinse a partire per gli Stati Uniti dove entrò a far parte delle Ziegfeld Follies, diventando amica delle future dive Marion Davies e Nita Naldi.

### Carriera cinematografica
Nel 1920, Dorothy lasciò il teatro di rivista per passare al cinema. Nello stesso anno, apparve nel suo primo film, The Face at the Window, un mystery diretto da Wilfred Noy. Insieme a Johnny Hines, fece coppia in alcune commedie della serie Torchy. Nel 1921, fu nel cast di Bits of Life, dove aveva come partner Anna May Wong, Noah Beery e Lon Chaney.
Nel 1924, acquisì lo status di star dopo aver interpretato il ruolo di Marcelle, una cantante di nightclub, in The Man Who Came Back. Quell'anno fu anche una delle vincitrici del concorso WAMPAS Baby Stars che, ogni anno, segnalava le tredici nuove promesse del cinema.

### Vita privata
Dal 1926 al 1928, fu sposata con il regista tedesco Lothar Mendes.

## Riconoscimenti
- WAMPAS Baby Stars 1924

## Filmografia
La filmografia è completa.

### Cinema
- The Face at the Window, regia di Wilfred Noy (1920)
- Torchy, regia di Charles Hines  (1920)
- Torchy's Millions (1920)
- Torchy's Promotion (1921)
- Bits of Life, regia di James Flood, Marshall Neilan e William J. Scully (1921)
- The Lotus Eater, regia di Marshall Neilan (1921)
- Isle of Doubt, regia di Hamilton Smith (1922)
- A Woman's Woman, regia di Charles Giblyn (1922)
- The Streets of New York, regia di Burton L. King (1922)
- The Inner Man, regia di Hamilton Smith (1922)
- Mighty Lak' a Rose, regia di Edwin Carewe (1923)
- The Broken Violin, regia di John Francis Dillon (1923)
- La lama nel pugno (The Fighting Blade), regia di John S. Robertson (1923)
- The Fair Cheat, regia di Burton L. King (1923)
- Satana (His Children's Children), regia di Sam Wood (1923)
- Twenty-One, regia di John S. Robertson (1923)
- The Next Corner, regia di Sam Wood (1924)
- What Shall I Do?, regia di John G. Adolfi (1924)
- The Man Who Came Back, regia di Emmett J. Flynn (1924)
- The Painted Lady, regia di Chester Bennett (1924)
- The Mine with the Iron Door, regia di Sam Wood (1924)
- The Bridge of Sighs, regia di Phil Rosen (1925)
- One Year to Live, regia di Irving Cummings (1925)
- Chickie
- The Making of O'Malley
- Shore Leave, regia di John S. Robertson (1925)
- Joanna, regia di Edwin Carewe (1925)
- The Dancer of Paris
- Avventura di una notte (Ranson's Folly), regia di Sidney Olcott (1926)
- Subway Sadie, regia di Alfred Santell (1926)
- Just Another Blonde, regia di Alfred Santell (1926)
- The Lunatic at Large, regia di Fred C. Newmeyer (1927)
- Convoy, regia di Joseph C. Boyle e (non accreditato) Lothar Mendes (1927)
- Smile, Brother, Smile, regia di John Francis Dillon (1927)
- The Crystal Cup, regia di John Francis Dillon (1927)
- Man Crazy
- Ladies' Night in a Turkish Bath, regia di Edward F. Cline (1928)
- Lady Be Good, regia di Richard Wallace (1928)
- The Whip, regia di Charles Brabin (1928)
- Waterfront, regia di William A. Seiter (1928)
- Il re della piazza (The Barker), regia di George Fitzmaurice (1928)
- Sette anni di gioia (His Captive Woman)
- Children of the Ritz, regia di John Francis Dillon (1929)
- Two Weeks Off, regia di William Beaudine (1929)
- Hard to Get, regia di William Beaudine (1929)
- Il bandito e la signorina (The Great Divide), regia di Reginald Barker (1929)
- The Love Racket, regia di William A. Seiter (1929)
- Strictly Modern, regia di William A. Seiter (1930)
- The Flirting Widow (1930)
- La dattilografa (The Office Wife)
- Il tormento di un uomo (Man Trouble), regia di Berthold Viertel (1930)
- Bright Lights, regia di Michael Curtiz (1930)
- Once a Sinner, regia di Guthrie McClintic (1931)
- Kept Husbands, regia di Lloyd Bacon (1931)
- Party Husband, regia di Clarence G. Badger (1931)
- Their Mad Moment
- The Reckless Hour
- L'isola della perdizione (Safe in Hell), regia di William A. Wellman (1931)
- Love Affair (Love Affair), regia di Thornton Freeland (1932)
- Nessun uomo le appartiene (No Man of Her Own), regia di Wesley Ruggles (1932)
- Neighbors' Wives, regia di B. Reeves Eason (1933)
- Curtain at Eight, regia di E. Mason Hopper (1933)
- The Chief, regia di Charles Reisner (1933)
- Picture Brides, regia di Phil Rosen (1934)
- Cheaters
- Il mistero di Cambridge (Bulldog Drummond at Bay), regia di Norman Lee (1937)

### Televisione
- Studio One - serie TV, episodio 5x29 (1953)
- Hawaii Squadra Cinque Zero (Hawaii Five-O) - serie TV, episodi 9x11-12x12 (1976-1980)

### Film o documentari dove appare Dorothy Mackaill
- Screen Snapshots No. 2 - sé stessa (1925)
- A Trip Through the Paramount Studio - sé stessa (1927)
- Personality Parade - (filmato d'archivio) (1938)
- Screen Snapshots Series 18, No. 12 - (filmato d'archivio) (1939)
- Joel McCrea, episodio tv di This Is Your Life - sé stessa (1972)
- Complicated Women, tv - (filmato d'archivio) (2003)
- BBC Inside Out Yorkshire and Lincolnshire, 1 episodio tv - sé stessa (11 febbraio 2010)

### Colonna sonora
- Bright Lights, regia di Michael Curtiz - canzoni: Song of the Congo e I'm Just a Man About Town (1930)
- L'isola della perdizione (Safe in Hell), regia di William A. Wellman - canzone: The Darktown Strutters' Ball (1931)